# Большая Сирья
Большая Сирья — река в России, протекает в Красновишерском районе Пермского края. Устье реки находится в 16 км по левому берегу реки Молмыс. Длина реки составляет 20 км. В верховьях также носит название Восточная Сирья.
Основные притоки: Чёрная (справа), Полуденная Сирья (слева), Западная Сирья (слева), Беззадая (справа) и Талица (слева).

## Данные водного реестра
По данным государственного водного реестра России относится к Камскому бассейновому округу, водохозяйственный участок реки — Кама от водомерного поста у села Бондюг до города Березники, речной подбассейн реки — бассейны притоков Камы до впадения Белой. Речной бассейн реки — Кама.
По данным геоинформационной системы водохозяйственного районирования территории РФ, подготовленной Федеральным агентством водных ресурсов:
- Код водного объекта в государственном водном реестре — 10010100212111100005133
- Код по гидрологической изученности (ГИ) — 111100513
- Код бассейна — 10.01.01.002
- Номер тома по ГИ — 11
- Выпуск по ГИ — 1